# Traço (Galiza)

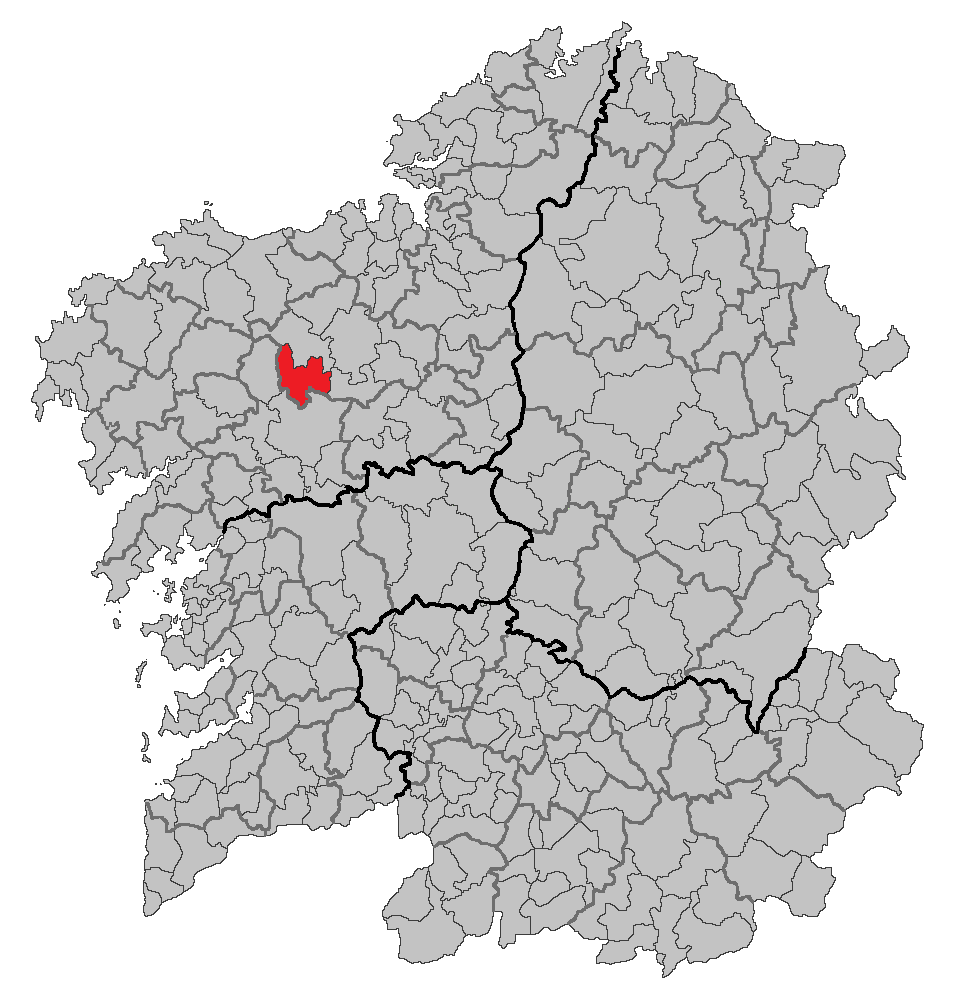
Localização de Traço

Traço (Trazo) é um município da Espanha na província 
da Corunha, 
comunidade autónoma da Galiza, de área 101,86 km² com 
população de 3652 habitantes (2007) e densidade populacional de 35,87 hab/km².

## Demografia
| Variação demográfica do município entre 1991 e 2004 | Variação demográfica do município entre 1991 e 2004 | Variação demográfica do município entre 1991 e 2004 | Variação demográfica do município entre 1991 e 2004 |
| --------------------------------------------------- | --------------------------------------------------- | --------------------------------------------------- | --------------------------------------------------- |
| 1991                                                | 1996                                                | 2001                                                | 2004                                                |
| 4282                                                | 3956                                                | 3720                                                | 3652                                                |